# The Country Wife

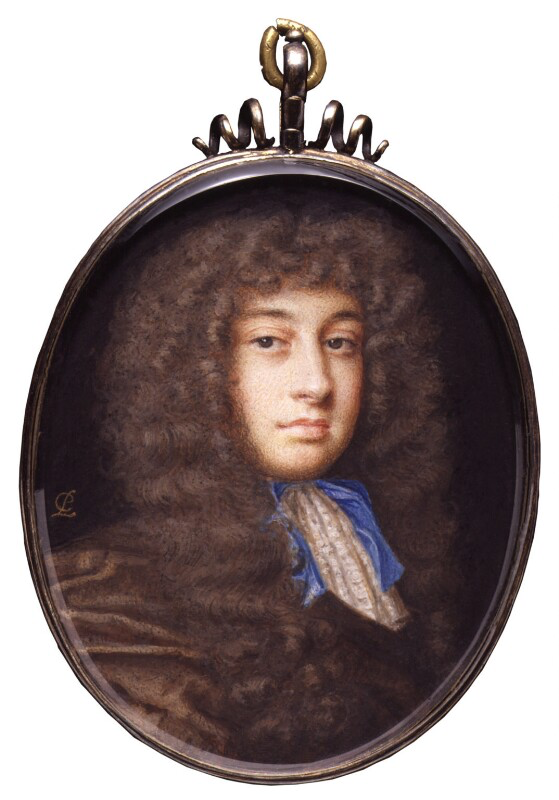
William Wycherley en 1675, a los treinta y cinco años de edad.

The Country Wife (La aldeana) es una comedia de la Restauración escrita en 1675 por William Wycherley. La obra, un producto típico de los principios del período de Restauración, refleja una ideología aristocrática y anti puritana, y sufrió controversia por su explicitud sexual desde el momento de su estreno original. Hasta su título contiene un juego de palabras lascivo. Está basada en varias obras de Molière, con elementos añadidos para satisfacer la demanda de las audiencias londinenses en la década de 1670: diálogos en prosa coloquial en lugar de la poesía de Molière, un argumento enredado, complicado y de ritmo veloz y varias bromas relacionadas con el sexo. El argumento consta de dos recursos principales muy indiscretos para la época: la trampa de un libertino, que simula ser impotente para poder tener romances clandestinos con mujeres casadas sin ser descubierto, y la llegada a Londres de una joven e inexperta aldeana, con su descubrimiento de las ventajas de la vida en la ciudad, especialmente de los fascinantes hombres londinenses. 
El engaño escandaloso y el lenguaje franco de la historia provocaron que por un largo tiempo no se representase sobre el escenario ni se publicase una versión impresa. Entre los años 1753 y 1924, The Country Wife fue considerada demasiado indignante como para ser interpretada y fue reemplazada en el teatro por una versión «purificada» de David Garrick, retitulada como The Country Girl. Actualmente este detalle ha sido olvidado por la mayoría de los historiadores. La obra original, en los años recientes, comenzó a representarse nuevamente en el teatro, con una gran aceptación por parte de los críticos académicos, quienes elogian su energía lingüística, su aguda sátira social y su apertura a las diferentes interpretaciones.

## Contexto biográfico

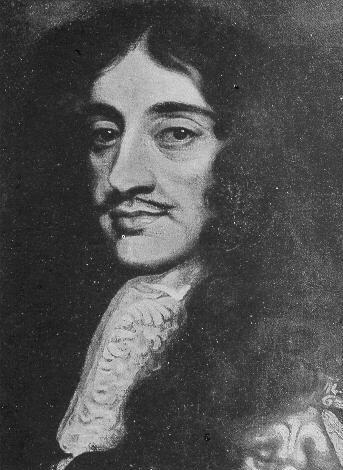
Carlos II fue indulgente con Wycherley «por su gran ingenio».

Después de que se levantó la prohibición de representar obras de teatro, efectuada por los puritanos y que había tenido dieciocho años de duración, durante la restauración de la monarquía en 1660, la vida teatral de Londres se recreó a sí misma de manera rápida y abundante. Durante el reinado de Carlos II (1660–1685), los dramaturgos tales como John Dryden, George Etherege, Aphra Behn y William Wycherley escribieron comedias que volvieron a imponer exitosamente el dominio y el prestigio de la aristocracia, después de varios años en que la clase media había tenido el poder bajo la Mancomunidad de Oliver Cromwell. Las obras, que reflejaban la atmósfera de la corte noble, celebraban un estilo de vida de intriga y conquista sexual, especialmente la conquista que servía para humillar a los esposos de las clases medias londinenses y para vengar, siempre en el campo sexual, la marginalización y el exilio sufridos por los miembros de la realeza bajo el gobierno de Cromwell. El interés personal de Carlos en el teatro nutrió las obras dramáticas de la época de la Restauración, y sus cortesanos más favorecidos fueron poetas, dramaturgos y hombres ingeniosos y talentosos, tales como John Wilmot, Charles Sackville y William Wycherley. Wycherley no tenía un título de nobleza ni era rico, pero hacia 1675 ya había adquirido cierta fama mediante dos comedias bien recibidas y había sido admitido en el círculo más exclusivo de la nobleza. Llegó a compartir conversaciones y a veces incluso a algunas de las amantes de Carlos, quien «era extremadamente indulgente con él por su gran ingenio». En 1675, a los treinta y cinco años de edad, causó sensación con The Country Wife, catalogada como la obra más obscena e ingeniosa que se había visto hasta el momento en los escenarios londinenses.
Al igual que Carlos II, Wycherley había pasado algunos de los años de Mancomunidad en Francia y se había interesado por el teatro francés, y a lo largo de su corta carrera como dramaturgo (1671–1676) imitaría tramas y técnicas de las obras de teatro francesas, particularmente de Molière. Sin embargo, en contraste con la audiencia francesa, el público inglés característico de la década de 1670 no se entusiasmaba con comedias con estructuras simples o por las unidades de tiempo, espacio y acción neoclásicas, sino que demandaban un ritmo veloz, muchas complicaciones, y principalmente «variedad». Para conseguir texturas mucho más densas y argumentos más complejos que satisficieran el exigente gusto londinense, Wycherley combinaría varias obras que servirían de fuente para producir acciones activas y ambientes contrastantes, pasando desde la comedia hasta la paradoja y la sátira. 
Una novedad de la época de la Restauración de la cual Wycherley tomó ventaja fue la buena disposición de la opinión pública para aceptar mujeres sobre el escenario, por primera vez en la historia de Gran Bretaña. El público se fascinaba al ver a mujeres reales con ajustados trajes masculinos en los populares «papeles con calzones», un cambio significativo tomando en cuenta que anteriormente se utilizaban hombres vestidos como mujeres, y al escucharlas igualar o incluso superar a los protagonistas libertinos masculinos con agudeza verbal y varias dosis de doble sentido. Las elecciones por parte de Carlos de las actrices que interpretarían a las mujeres, especialmente a Nell Gwyn, ayudaron a mantener fresco el interés, y Wycherley juega con este interés en The Country Wife en la escena en que Mr. Pinchwife disfraza a su esposa (la epónima 'esposa aldeana') con un traje de hombre. También se ha sugerido que se usa el encanto de la mujer expuesta para enfatizar de una manera casi voyerista la provocativa inocencia de Margery, además del afán de saber inmodesto de las esposas de «ciudad» como Lady Fidget.

## Argumento

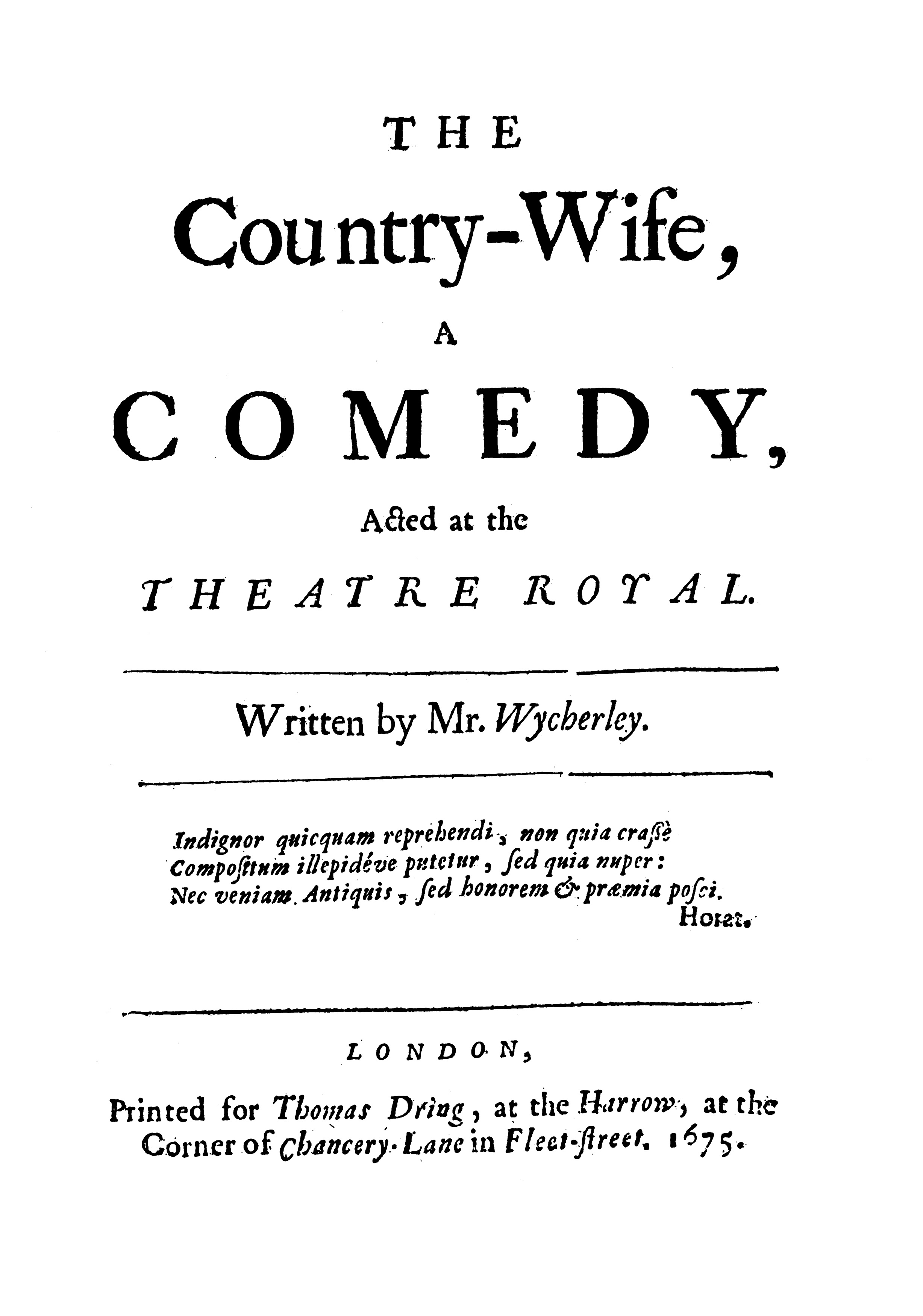
La primera edición de The Country Wife.

The Country Wife está construida de manera más cuidadosa que la mayor parte de las comedias de la época de la Restauración, pero era típico de su tiempo y espacio que tuviera tres fuentes y tres argumentos. Los argumentos están interconectados entre sí, pero son diferentes los unos de los otros, ya que cada uno proyecta un estado de ánimo diferente. Se caracterizan por el engaño de la impotencia de Horner, la vida de casados de Pinchwife y de Margery y el noviazgo de Harcourt y Alithea. 

### Primer argumento
El engaño de la impotencia de Horner le provee a la obra su principio específico y los puntos importantes de la acción. El engaño, el cual consiste en simular su propia impotencia para ser admitido en donde ningún otro hombre puede entrar, está vagamente basado en la clásica comedia romana Eunuchus, escrita por Terencio. El adinerado libertino Harry Horner realiza una campaña para seducir la mayor cantidad de damas respetables que sea posible para que éstas se conviertan en adúlteras y le «pongan los cuernos» a sus esposos: el nombre «Horner» (un juego de palabras en el original, ya que horn en inglés significa cuerno) le sirve al público para darse cuenta de qué está sucediendo. Horner divulga un falso rumor de su propia impotencia, para convencer a los hombres casados de que pueden permitirle de manera segura comunicarse con sus esposas y visitarlas. El rumor también tiene el objetivo de ayudar en su campaña de seducción masiva para lograr identificar con facilidad a las mujeres deseosas de tener relaciones sexuales extramaritales, dado que estas mujeres reaccionarían con un gran horror y disgusto ante un hombre supuestamente impotente. Este ardid, el cual funciona a la perfección, es una de las muchas bromas presentes en The Country Wife a expensas de las mujeres hipócritas pertenecientes a la clase alta que eran libertinas de corazón.
La astucia de Horner y su engaño tienen mucho éxito, ya que logra estar con numerosas mujeres de reputación virtuosa, mayormente las esposas e hijas de ciudadanos respetables (acaudalados hombres de negocios y empresarios de la ciudad de Londres, en contraposición al barrio de los suburbios en donde viven Horner y sus amigos). Aparecen tres de estas mujeres sobre el escenario, la mayor parte de las veces juntas: Lady Fidget, su cuñada Mrs. Dainty Fidget, y su amiga Mrs. Squeamish, y el diálogo da una impresión indefinida de que hay mucho más que no se dice. La obra está estructurada como una farsa, conducida por el secreto de Horner y por una sucesión de eventos que quedan a punto de descubrir la verdad, de la cual sale bien parado con aplomo y buena suerte. En la escena final aparece una última amenaza del descubrimiento, mediante la ingenuidad de la joven esposa Margery Pinchwife. Margery se siente indignada ante las acusaciones de impotencia dirigidas hacia «el pobrecito Sr. Horner», ya que sabe por experiencia propia que no son ciertas, y trata de decirlo en el final de obra tradicional en el que se reúnen todos los integrantes del elenco. En un toque maestro final de un típico trickster, Horner se da cuenta del peligro, uniendo fuerzas con sus amantes más sofisticadas para persuadir al celoso Pinchwife de que al menos pretenda creer la farsa de la impotencia de Horner y de que su propia esposa aún es inocente. Horner seguiría cosechando alegremente los frutos de la desinformación difundida, sin reformarse.

### Segundo argumento
La vida de casados de Pinchwife y Margery está basada en la obra de Molière School For Husbands (1661) y School For Wives (1662). Pinchwife es un hombre de edad mediana que se había casado con una ignorante aldeana con la esperanza de que no sabría engañarlo. Sin embargo, Horner le enseña, y Margery cruza el límite a través de las complejidades del matrimonio y la seducción en la clase alta de Londres sin siquiera darse cuenta. Las comedias de la Restauración a menudo colocaban en contraste el campo y la ciudad con resultados hilarantes, y esta obra es un ejemplo de ello. Tanto Molière en School For Wives como Wycherley en The Country Wife realizan varias bromas con el encuentro entre ambos mundos: por un lado, las inocentes, pero curiosas aldeanas y, por el otro lado, la sofisticada cultura del siglo XVII acerca de las relaciones sexuales. La diferencia, la cual provocaba que Molière fuese aceptable y Wycherley desastroso para los críticos y productores teatrales del siglo XIX, radica en que Agnes, de Molière, es naturalmente pura y virtuosa, mientras que Margery es precisamente lo opuesto: se entusiasma ante la belleza viril de los galanes de la ciudad, con los libertinos y especialmente con los actores de teatro y mantiene a Pinchwife en un estado de horror continuo con su franqueza y su interés en el sexo. Una broma frecuente es la manera en que los celos patológicos de Pinchwife siempre lo llevan a darle a Margery exactamente la información que él no desearía que obtuviese.

### Tercer argumento
El noviazgo de Harcourt y Alithea es una historia de amor comparativamente edificante en la cual el ingenioso Harcourt obtiene la mano de la hermana de Pinchwife, Alithea, de los brazos del esnob y dandi de la clase alta de la ciudad, Sparkish, con quien había estado comprometida hasta que había descubierto que la quería únicamente por su dinero sin importarle nada más. El presumido Sparkish termina solo en el final de la obra, abandonado con su riqueza y su belleza para su consuelo.

## Escenas principales
Varias escenas de la obra incluyen «la escena de la porcelana», un diálogo sostenido de doble sentido efectuado fuera de escena, en el cual Horner supuestamente discute con dos de sus amigas sobre su colección de piezas de porcelana. El esposo de Lady Fidget y la abuela de Mrs. Squeamish escuchan desde la parte visible del escenario cabeceando en aprobación, sin entender el doble sentido que es obvio para el público. Lady Fidget le había explicado a su esposo que Horner «conoce muy bien la porcelana, y tiene muy buenas piezas, pero no me dejará verlas a menos que le ruegue. Pero las descubriré, y obtendré lo que vine a buscar» (IV.iii.110). Los diálogos como este, según expresó Wycherley, convirtieron a la palabra «porcelana» («china» en el original) en una mala palabra en las conversaciones cotidianas.
En otra escena famosa, la autodenominada «banda virtuosa» de Lady Fidget se encuentra en la habitación de Horner para festejar, deshacerse de su virtud pública y comportarse exactamente de la misma forma en que lo haría un libertino, cantando canciones desenfrenadamente y brindando rebeldemente. Finalmente cada una de las damas declara en tono triunfal que Horner es el verdadero amante por el que brindaban, y se desata el caos al darse cuenta todas a la vez de que sus amigas también recibían los favores de Horner. Sin embargo, rápidamente se dan cuenta de que no tienen más alternativa que mantener el escandaloso secreto: «Bueno, no hay remedio, hermanas, no nos delatemos y conservemos nuestro honor» (V. IV.169).
Una escena del argumento que tiene como protagonistas a los Pinchwife en la cual se combinan la farsa y la pesadilla es el intento de Pinchwife de forzar a su esposa para que escriba una arrogante carta de despedida para Horner, utilizando la amenaza freudiana de «hacerla escribir con el cortaplumas en la cara» (IV. II. 95). Al igual que todos los esfuerzos de Pinchwife, éste falla, y le da a Margery la oportunidad de enviarle una carta amorosa a Horner.

## Primera interpretación
The Country Wife fue representada por primera vez en enero de 1675, por la King's Company, en el Teatro Royal, de Drury Lane. Este lujoso teatro, diseñado por Christopher Wren y con una capacidad para dos mil espectadores, había abierto un año antes. Era de diseño compacto, conservando a pesar de su gran capacidad el contacto cercano entre el actor y la audiencia típico del teatro isabelino, incluso con una prolongación del escenario de un tamaño casi igual a la del isabelino, en la cual los actores podían acercarse más para tener el máximo contacto posible con el público. 
El elenco original se incluyó en la primera edición de la versión impresa de The Country Wife, como se acostumbraba en esa época, y los historiadores modernos han sugerido que esta información arroja luz sobre las intenciones de Wycherley. Wycherley escribió la obra con los actores originales ya en su cabeza, adaptando los papeles según sus capacidades. Además, dado que la audiencia consistía mayormente de personas que iban habitualmente a presenciar obras de teatro, los autores y directores podían usar el repertorio previo de un actor para enriquecer o desmerecer a un personaje, tal como se hace en la actualidad con la televisión y el cine. 
Varios de los actores eran comediantes profesionales, notablemente Joseph Haines, quien interpretó al personaje del falsamente talentoso Sparkish, el prometido original de Alithea. En el comienzo de su gran carrera como comediante, bailarín y cantante, el joven Haines ya tenía una reputación ganada por su excentricidad y por su dominante presencia sobre el escenario, sugiriendo que Sparkish no es simplemente un objeto de burla para los talentosos Horner, Harcourt y Dorilant, sino también una verdadera amenaza para el romance de Harcourt y Alithea. 

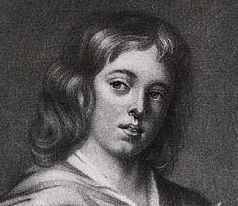
Harcourt: Edward Kynaston interpretó papeles femeninos durante la década de 1660.

Michael Mohun, de mediana edad, interpretó a Pinchwife, en una época en que era más conocido por interpretar villanos, tales como Volpone e Iago. La Sra. Pinchwife fue personificada por Elizabeth Boutell o Bowtel, una joven actriz que tenía «un aspecto infantil. Su voz era débil, aunque muy serena; generalmente interpretaba a la ‘joven damisela inocente’ de la cual se enamoran todos los protagonistas». Los anteriores papeles de Boutell habían sido, en efecto, de mujeres solteras e inocentes, y Margery fue su primer papel de una mujer casada. La unión de Boutell y Mohun como pareja lograría enfatizar «la juventud y la inocencia de Boutell en contraposición a la edad y la violencia de Mohun». El otro esposo del cual se burlaría Horner, Sir Jaspar Fidget, fue interpretado por otro actor de edad madura, William Cartwright, principalmente reconocido por papeles cómicos tales como Falstaff. El libreto sugiere que la parte de Sir Jaspar sería completamente cómica, mientras que la de Pinchwife sería «tan alarmante como graciosa».
Los protagónicos masculinos, Horner y Harcourt, fueron interpretados por los actores Charles Hart y Edward Kynaston (o Kenaston), contrastantes entre sí. Hart, un enérgico hombre de 45 años de edad, «era conocido por papeles de superhombre, siendo el más notable el de Almanzor, un hombre arrogante y sediento de sangre que aparece en Conquest of Granada de John Dryden», y también por interpretar protagonistas libertinos de comedias con serenidad y con un gran carisma. Muchos críticos consideraron que las personalidades y las habilidades de Hart y de Nell Gwyn fueron las que crearon la famosa pareja alegre característica de las comedias de la Restauración, divertida y seductora, que sería más tarde utilizada por todos los demás dramaturgos de la época. Por su parte, el atractivo y andrógino Kynaston, probablemente con poco más de treinta años de edad, fue un protagonista diferente. Había comenzado su carrera en 1660 interpretando mujeres, algo muy común en la época, (según Samuel Pepys, «era la mujer más hermosa de las obras») antes de que las mujeres verdaderas comenzaran a trabajar como actrices en 1662. La película de 2004 Stage Beauty está vagamente basada en la carrera de Kynaston. 
John Harold Wilson asegura que la famosa presencia viril sobre el escenario de Hart interpretando a Horner debe ser tenida en cuenta al analizar la obra. Al ser personificado por Hart, Horner obtendría mujeres no tanto por sus ingeniosos engaños como por su «peligroso atractivo» (a la manera antigua) y únicamente engaña a Sir Jaspar Fidget, quien lo creía verdaderamente inofensivo. Harcourt/Kynaston, aunque si bien hacia 1675 era un actor reconocido y talentoso en lo que respecta a papeles masculinos, se vio opacado claramente por Horner/Hart. Las actrices asociadas con cada personaje también tendieron a enfatizar el argumento relacionado con Horner más que el que trata sobre el amor verdadero. La dinámica Elizabeth Knepp interpretó a la principal amante de Horner, Lady Fidget, vocera de «la banda virtuosa» de las esposas infieles de la ciudad. Samuel Pepys la describió como «el ser más excelente y de humor más desquiciado que hay, y canta de la forma más noble que he oído», talentos que parecen haberse querido demostrar con la famosa escena en que las damas beben en la habitación de Horner. Por el contrario, la elección de la actriz de reparto Elizabeth James como Alithea pareció haberle restado importancia al argumento relacionado con Harcourt y Alithea. Tales consideraciones históricas han llevado a que los críticos consideren negativamente la interpretación de la obra de 1959 de Norman Holland, la cual posiciona al argumento del amor verdadero como el más importante.

## Representaciones en el teatro
La obra tuvo un inicio bueno, aunque el engaño de Horner y la famosa escena de la porcelana atrajeron controversias inmediatamente. Wycherley se burló de las críticas en su siguiente obra, The Plain Dealer (1676), en donde la hipócrita Olivia exclama que la escena de la porcelana en The Country Wife «le ha quitado su reputación a la pobre porcelana, y manchó al adorno más inocente y más bello que puede encontrarse en la recámara de una dama». La sensata prima de Olivia, Eliza, insiste con que de todas formas iría a ver The Country Wife: «Todo esto no me pondrá en contra de la porcelana ni de la obra, la cual se representa hoy, ni de cualquier otra del mismo inescrupuloso autor, como lo llamas, a las cuales iré a ver». Al catalogarse a sí mismo en The Plain Dealer como el «autor inescrupuloso» de la escena de la porcelana, Wycherley parece más divertido que arrepentido. The Country Wife en efecto sobrevivió a las quejas para convertirse en una obra formal desde 1675 hasta mediados de la década de 1740, pero para esa época el gusto del público había cambiado demasiado como para aceptar las bromas relacionadas con el sexo. Su última representación en el siglo XVIII se llevó a cabo en 1753, y luego hubo una interrupción de 171 años, hasta que se llevó a cabo la exitosa producción de la Sociedad Phoenix en 1924 en el Teatro Regent en Londres. La primera interpretación en Estados Unidos de la obra original de Wycherley se efectuó en 1931.
Durante su larga ausencia de los escenarios, The Country Wife continuó una precaria existencia en la forma de la versión purificada de David Garrick, The Country Girl (1766), en la cual Margery es virgen y Horner es su amante romántico. La obra fue muy popular, tuvo más de veinte ediciones impresas, llegó a representarse en Nueva York en 1794, y sobrevivió tanto en Nueva York como en Londres durante el siglo XX. Los pocos críticos modernos que leyeron la versión de Garrick por lo general la catalogaron como «sentimental y aburrida donde The Country Wife es astringente y provocativa». La versión original de Wycherley es en la actualidad nuevamente un clásico en los teatros, con innumerables versiones profesionales y de amateurs, y un favorito de los actores debido al gran número de buenos papeles que ofrece. La película Shampoo (1975), con Warren Beatty como el personaje de Horner, es una especie de versión moderna de The Country Wife después de exactamente trescientos años de su estreno original, inspirada en la producción del Festival Chichester en 1969.
The Country Wife también fue convertida en un musical: Lust. Escrito por los hermanos Heather, se estrenó en el Teatro Queens en Hornchurch, Essex en 1992. Más tarde se transfirió al Teatro Royal Haymarket en el West End londinense, protagonizada por Denis Lawson como Horner. La producción y Lawson se trasladaron al Teatro John Houseman de Nueva York en 1995.

## Críticas

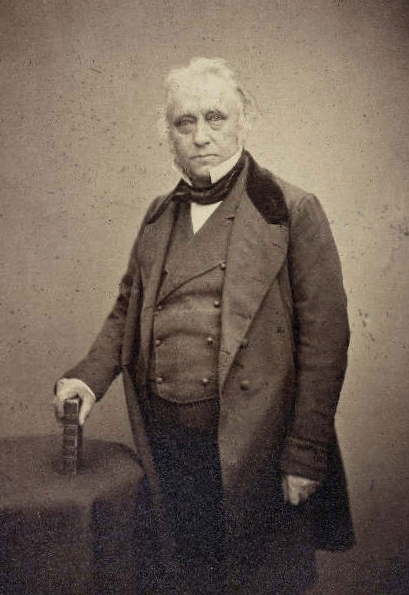
Thomas Macaulay aborrecía a Wycherley.

Desde su creación hasta mediados del siglo XX, The Country Wife fue objeto tanto de elogios estéticos como de indignación moral. Muchos críticos a lo largo de los siglos han alabado su energía lingüística y su ingenio, incluyendo hasta victorianos como Leigh Hunt, quien elogió su calidad literaria en una selección de obras de la época de la Restauración que publicó en 1840 (en sí misma una empresa desafiante, por repetir obras «obscenas» que habían sido retiradas de la imprenta). Sin embargo, en una influyente crítica de la edición de Hunt, Thomas Babington Macaulay dejó a un lado las cuestiones del mérito literario, proclamando con indignación: «La indecencia de Wycherley está protegida contra las críticas como un zorrino está protegido de los cazadores. Está a salvo, porque es demasiado grosera para manejarla y demasiado asquerosa incluso para aproximársele». Macaulay catalogó a Margery Pinchwife, caracterizada en la época de Wycherley como un personaje puramente cómico, como una mujer de la calle que se había arrojado a sí misma en «un licencioso amorío del tipo más bajo y menos sentimental».

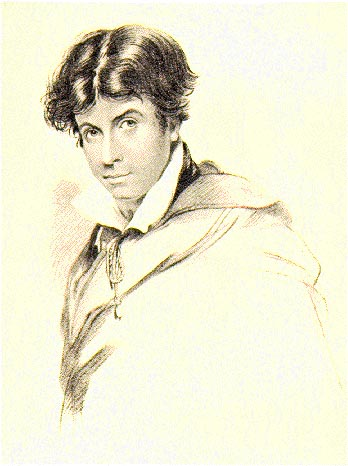
Leigh Hunt admiraba a Wycherley.

Fue Macaulay y no Hunt quien estableció la clave para el siglo XIX. La obra no se podía representar en el teatro ni se podía hablar de ella; estaba olvidada y sumida en la oscuridad. 
Los críticos académicos de la primera mitad del siglo XX continuaron aproximándose a The Country Wife cautelosamente, con advertencias frecuentes sobre su «inhumanidad», aunque elogiaron su precisa observación social. En esa época nadie la encontraba graciosa, y las críticas positivas trataron de rescatarla como sátira y crítica social más que como comedia. La «licenciosa» Sra. Pinchwife de Macaulay se convirtió, en el siglo XX, en un centro de atención para la preocupación moral: para críticos tales como Bonamy Dobrée, es un personaje trágico, destinado a que la «figura macabra y pedasillesca» de Horner se aproveche de su ingenuidad.

## Críticas modernas
Durante los últimos cincuenta años ha habido un cambio importante, ya que los críticos académicos han descrito a la obra como un trabajo poderoso y original. La propuesta altamente influyente de Norman Holland de 1959 de leer a Wycherley de «manera correcta/manera incorrecta» tomó la moralidad de Wycherley con una innovadora falta de seriedad e interpretó la obra como un medio para presentar dos malos estereotipos de masculinidad (el libertinismo de Horner y el posesionismo de Pinchwife) y recomendó la intención sana de Harcourt, el amante sincero, como la que debería ser la representante de la confianza mutua en el matrimonio. Otro comentario significativo de la misma generación es el de Rose Zimbardo (1965), quien analizó la obra en términos genéricos e históricos como una fuerte sátira social.

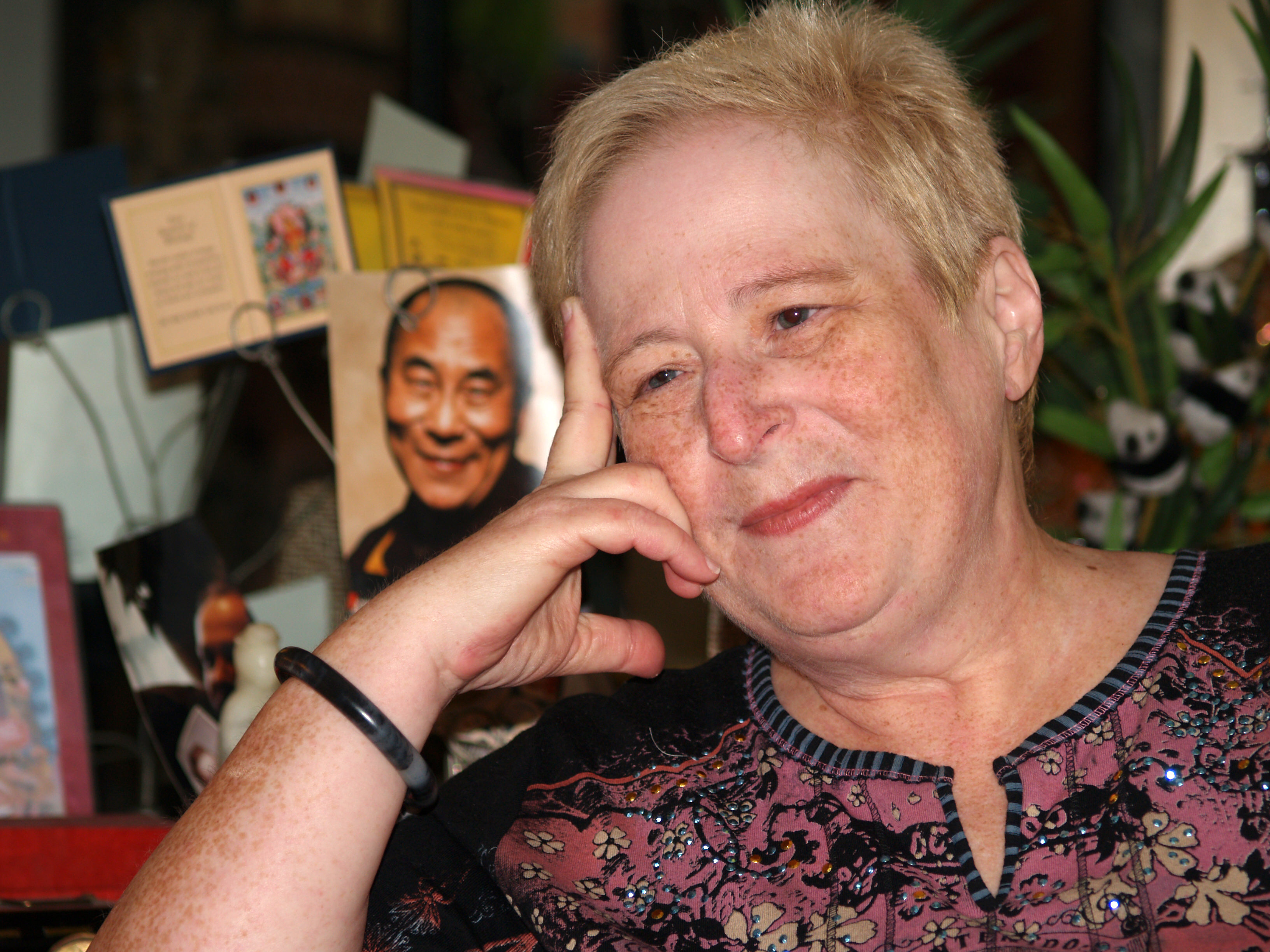
Eve Kosofsky Sedgwick.

Estos dos tipos de lectura actualmente se han descartado; hay muy poco consenso sobre el significado de The Country Wife, pero su «notoria resistencia a la interpretación» tiene un efecto que hace crecer en lugar de disminuir el interés académico. La dimensión ideológica de la obra ha sido enfatizada recientemente. Fue escrita por un cortesano para una clase cortesana y aristocrática, y Douglas Canfield ha señalado la complicación inusual para una obra de un cortesano. Los actos de agresión y engaño de Horner están dirigidos no sólo a las familias nocivas de clase media de «la ciudad», caracterizadas en un libertino típico de la época, sino también a las de su propia clase, a los habitantes de «los suburbios», los nuevos edificios (lo que sería el West End) que se habían construido al oeste de la ciudad medieval después del gran incendio de Londres en 1666. El código cortesano que propuso Wycherley fue el de un juego sexual. Eve Kosofsky Sedgwick había declarado en Between Men que el juego no sólo se juega entre hombres y mujeres, sino también entre hombres mediante las mujeres, quienes son meramente los «conductos» del deseo homosocial entre hombres. La jerarquía de los ingeniosos significaba que los hombres más ingeniosos y viriles serían los ganadores. Por lo tanto, Horner, según Canfield, «no sólo representa la superioridad social, sino también el subconjunto de la clase representada por los ingeniosos de los suburbios, una minoría privilegiada que es la jet set identificada con los suburbios y la corte como el centro del poder real en el reino». Canfield sugirió que el ataque agresivo montado en la escena de la porcelana contra la clase y la generación por la cual Wycherley estaba protegido, con la expectativa de que la defendiese (contra Sir Jaspar Fidget y Lady Fidget), solamente haría reír a una audiencia de dicha clase si Horner fuese castigado con una impotencia real en el final, algo que no sucede. «Cuando la obra concluye sin la justicia poética que haría que Horner fuese verdaderamente impotente», escribió Canfield, «dejándolo potente y llevando a cabo su plan, la audiencia ríe a costa propia: las mujeres honradas, nerviosamente porque habían sido calumniadas en forma misógina; los hombres honrados, nerviosamente porque en cierto nivel habían reconocido que la solidaridad de la clase era simplemente una ficción agradable».

## Lectura complementaria
- Mateo Martínez-Bartolomé, Marta (1995). La traducción del humor: las comedias inglesas en español. Oviedo: Cúspide. ISBN 84-7468-870-1.
- Hughes, Derek (1996). English Drama, 1660-1700. Oxford: Clarendon Press. ISBN 978-0-19-811974-6.